# 尾上右近 (2代目)
二代目 尾上 右近（にだいめ おのえ うこん、1992年〈平成4年〉5月28日 - ）は、俳優、歌舞伎役者。屋号は音羽屋。定紋は重ね扇に抱き柏。本名は岡村 研佑（おかむら けんすけ）。ニックネームはけんけん。プレイヤーズエージェンシー所属。公称身長170cm・体重63kg・血液型O型。

## 人物
歌舞伎界の新鋭。踊りに定評があり、女方を中心に立ち役も勤める。清元節宗家の家に生まれながら、幼少の頃、名優と謳われた曽祖父の映像『春興鏡獅子』に魅せられ、役者を志望。子役を経て、七代目尾上菊五郎のもとで役者としての修行を積む（※血縁のある役者なので部屋子ではない）。
2015年に自主公演「研の會」を主宰。着実に回を重ね、研鑽の場として大役に挑戦。2018年2月、江戸浄瑠璃清元節における浄瑠璃方の名跡「清元栄寿太夫」（7代目）を襲名披露をした。
趣味は絵を描くこと、観ること、歌うこと。好物はカレーライス。
布川隼汰は堀越高等学校の同級生であり、親友である。また、同じく同級生で親友関係だった河北麻友子に長く片思いをしたのち、振られたことをバラエティ番組で明かしている。
歌舞伎の古典演目は様々な人の手により継承されてきた歴史があるので、どんなに僕を褒めていただいても自分自身の芸の力だと思えず、古典の面白さや歌舞伎の持つ凄さだと語っている。
また歌舞伎をまだ体験していない人向けに魅力を語る機会があれば積極的に行っている。お勧めの古典歌舞伎として『連獅子』、『春興鏡獅子』、『京鹿子娘道成寺』、『弁天娘女男白浪（白浪五人男）』、『夏祭浪花鑑』、『東海道四谷怪談』、『め組の喧嘩』、『義経千本桜　川連法眼館の段（通称：四ノ切）』、『俊寛（鬼界が島の段）』、『実盛物語』の10件を挙げている（2023年時点）。

## 来歴
- 1992年（平成4年） - 5月28日、清元宗家七代目清元延寿太夫の次男として誕生。曽祖父は六代目尾上菊五郎。父の従兄弟に十八代目中村勘三郎。母方の祖父は昭和を代表する映画スター鶴田浩二。女優の鶴田さやかは叔母にあたる。
- 2000年（平成12年） - 4月、歌舞伎座 十七代目中村勘三郎十三回忌追善四月大歌舞伎 『舞鶴雪月花』の松虫で岡村研佑として初舞台を踏む。
- 2005年（平成17年） - 1月、七代目尾上菊五郎の膝元で修行を積む。
- 2005年（平成17年） - 1月、新橋演舞場 『人情噺文七元結』の長兵衛娘お久、『喜撰』の所化で二代目尾上右近を襲名。
- 2014年（平成26年） - 11月、名題適任証取得[6]。
- 2015年（平成27年） - 8月、国立劇場第1回自主公演「研の會」を主宰。『義経千本桜・吉野山』佐藤忠信・忠信実は源九郎狐で父・兄と共演し、『春興鏡獅子』で小姓弥生後に獅子の精[7]。
- 2018年（平成30年）- １月、名取式にて「清元栄寿太夫」を襲名。（延寿會プログラムより）
- 2018年（平成30年）- 11月、歌舞伎座 『花街模様薊色縫 十六夜清心』にて、清元栄寿太夫として初お目見得。
- 2023年（令和5年） - 10月、重要無形文化財（総合認定／第十六次）に認定され「伝統歌舞伎保存会」会員となる[8][9]。

## 逸話
役者の道への出発点は3歳の頃、祖母の家で観た曽祖父・六代目尾上菊五郎の映像『春興鏡獅子』。
周囲の目を気にしない子供だったが、15歳になると自意識が芽生え、声変わりも重なって思うように芝居ができなくなった時期もあった。
自宅の自身の部屋に飾っている宝物は曽祖父・六代目菊五郎の菊の蒔絵入りのキセル。曽祖父に憧れるあまり、祖母を訪ねては遺品や写真を譲り受けていた。その中で文化勲章はもらい損ねる。
2018年2月26日、歌舞伎座で開催される父・七代目延寿太夫の襲名30年、祖父の六代目延寿太夫の三十三回忌追善の節目の会で「栄寿太夫」を襲名披露し、歌舞伎俳優と両立してゆく。「襲名が困難な道であることは分かっているが、俳優としての覚悟ができた今だからこそ、清元の家に生まれた責任も果たせるかもしれないと考えました」と話す。
2017年10月10日以降、『スーパー歌舞伎II ワンピース』の公演中に怪我を負った市川猿之助に代わって主役を務める。
2018年11月、吉例顔見世大歌舞伎にて、役者として舞台に立ちながら、昼の部『花街模様薊色縫
十六夜清心』では清元として初お目見得し、歌舞伎と清元の二刀流が話題になる。

2019年10月関西テレビ『男と女の幸せってなんだ？』にて「カレーを年間360食ぐらい食べます」と話す。
2020年2月、フジテレビの『アウト×デラックス』にてマツコ・デラックスがいま一番好きな歌舞伎界のプリンスとして紹介され話題になる
。
2021年3月29日から同年10月1日まで、フジテレビの『めざまし8』にて月曜スペシャルキャスターに就任していた。情報番組のレギュラーは初挑戦となる。

## 系譜
- 音羽屋公式ホームページ-家系図
- 歌舞伎俳優名鑑　現在の俳優篇-尾上右近(２代目)-家系図
- 中村勘九郎 (6代目)、中村七之助 (2代目)兄弟は再従兄にあたる。

## 受賞
- 2010年（平成22年） - 1月、新春歌舞伎公演特別賞（『旭輝黄金鯱』戎太夫娘おみつ）
- 2011年（平成23年） - 4月、十三夜会奨励賞（『日本振袖始』稲田姫）
- 2017年（平成29年） - 1月、国立劇場奨励賞（『しらぬい譚』傾城綾機・足利狛姫・多田岳の山猫の精）[21]
- 2017年（平成29年） - 7月、国立劇場奨励賞（『鬼一法眼三略巻　一條大蔵譚』鬼次郎女房お京）[22]
- 2018年（平成30年） -２月、松尾芸能賞　新人賞
- 2022年（令和4年） - 第45回日本アカデミー賞 新人俳優賞（『燃えよ剣』松平容保）[23]

## 出演作品

### 歌舞伎

#### 子役時代（2000年-2004年）
- 十七代目中村勘三郎十三回忌追善 四月大歌舞伎 『舞鶴雪月花』松虫（2000年4月、歌舞伎座）
- 八月納涼歌舞伎 『愚図六』伜信吉（2000年8月、歌舞伎座）
- 十代目坂東三津五郎襲名披露寿初春大歌舞伎 『源平布引滝』伜太郎吉（2001年1月、歌舞伎座）
- 十一月大歌舞伎 『茨木』太刀持音若（2001年11月、歌舞伎座）
- 壽初春大歌舞伎 『春興鏡獅子』胡蝶の精（2002年1月、歌舞伎座）
- 四代目尾上松緑襲名披露六月大歌舞伎 『倭仮名在原系図』一子繁蔵（2002年6月、歌舞伎座）
- 二月花形歌舞伎 『雪の道成寺』寺僧（2003年2月、新橋演舞場）
- 四月大歌舞伎 『慣ちょっと七化』禿（2003年4月、歌舞伎座）
- 團菊祭五月大歌舞伎 『初霞空住吉』研坊主（2003年5月、歌舞伎座）
- 十一月花形歌舞伎 『宮本武蔵』城太郎（2003年11月、新橋演舞場）
- 三月大歌舞伎 『達陀』連行衆（2004年3月、歌舞伎座）
- 十一代目市川海老蔵襲名披露五月大歌舞伎 『暫』義家家来小金丸行綱、『勧進帳』太鼓持音若 （2004年5月、歌舞伎座）
- 十二月大歌舞伎 『苦労納御礼』桃の花の妖精（2004年12月、歌舞伎座）

#### 襲名以降（2005年- ）
- 壽新春大歌舞伎 『人情噺文七元結』長兵衛娘お七、『喜撰』所化（2005年1月、新橋演舞場）
- 十二月大歌舞伎 『紅葉狩』山神（2006年12月、歌舞伎座）
- 十月大歌舞伎 『奴道成寺』所化誠心坊（2007年10月、歌舞伎座）
- 玉三郎特別舞踊公演 『連獅子』狂言師左近のちに子獅子の精（2008年2月、大阪松竹座）
- 第24回こんぴら大芝居 『暫』義家家来小金丸行綱、『供奴』奴菊平（2008年4月、金丸座）
- 七月大歌舞伎 『高野聖』次郎（2008年7月、歌舞伎座）
- 親子で楽しむ歌舞伎 『櫓のお七』八百屋娘お七（2008年7月、日生劇場）
- 第6回亀治郎の会 『平家女護島・俊寛』海女千鳥（2008年8月、国立劇場）
- 芸術祭十月大歌舞伎 『本朝廿四孝』人形遣い、『奴道成寺』所化不動坊（2008年10月、歌舞伎座）
- 吉例顔見世大歌舞伎 『船弁慶』駿河次郎（2008年11月、歌舞伎座）
- 歌舞伎座さよなら公演二月大歌舞伎 『人情噺文七元結』長兵衛娘お久（2009年2月、歌舞伎座）
- 歌舞伎座さよなら公演五月大歌舞伎 『戻駕色相肩』禿たより（2009年5月、歌舞伎座）
- 五代目中村富十郎 傘寿記念 第9回矢車会 『勧進帳』駿河次郎（2009年5月27日、歌舞伎座）
- 松竹大歌舞伎モナコ公演 『春興鏡獅子』胡蝶の精（2009年9月、サル・ガルニエ）
- 歌舞伎座さよなら公演十月大歌舞伎 『蜘蛛の拍子舞』ト部季武、『義経千本桜、渡海屋・大物浦』伊勢三郎（2009年10月、歌舞伎座）
- 十一月花形歌舞伎 『鬼揃紅葉狩』いちょう実は鬼女（2009年11月、新橋演舞場）
- 第267回歌舞伎公演 『旭輝黄金鯱』戎太夫娘おみつ・歩左衛門一子石谷司之助（2010年1月、国立劇場）
- 歌舞伎座閉場式 『春興鏡獅子』所化（2010年4月、歌舞伎座）
- 第26回四国こんぴら歌舞伎大芝居 『敵討天下茶屋聚』早瀬源次郎（2010年4月、金丸座）
- 大阪松竹座團菊祭五月大歌舞伎 『天衣紛上野初花』腰元浪路（2010年5月、松竹座）
- 世界遺産劇場第14回市川亀治郎東照宮奉納歌舞伎 『連獅子』狂言師左近のちに子獅子の精 （2010年9月18日、日光東照宮五重塔前特別舞台）
- 名古屋市後援第四十六回吉例顔見世 『旭輝黄金鯱』戎太夫娘おみつ・歩左衛門一子石谷司之助、『身替座禅』侍女千枝、『弁天娘女男白浪』浜松屋倅宗之助（2010年10月、御園座）
- 吉例顔見世大歌舞伎 『ひらかな盛衰記』畠山の臣、『梅の栄』祐太郎（2010年11月、新橋演舞場）
- 日生劇場十二月大歌舞伎 『摂州合邦辻』浅香姫、『達陀』修行衆（2010年12月、日生劇場）
- 第272回歌舞伎公演 『四天王御江戸鏑』良門妹七里姫・豊後次郎忠政（2011年1月、国立劇場）
- 三月大歌舞伎『曽我綉侠御所染』子分二宮太郎次、『浮舟』侍従（2011年3月、新橋演舞場）
- 坂東玉三郎特別舞踊公演 『日本振袖始』手摩乳長者娘稲田姫（2011年4月、南座）
- 團菊祭五月大歌舞伎 『女暫』義高許嫁紅梅姫、『極付幡随長兵衛』閻魔大助、『弁天娘女男白浪』浜松屋伜宗之助（2011年5月、松竹座）
- 六月博多座大歌舞伎 『盲長屋梅加賀鳶』加賀鳶昼ッ子尾之吉、『身替座禅』侍女小枝、『英執着獅子』女小姓（2011年6月、博多座）
- 尾上菊之助チャリティ舞踊公演 東日本大震災復興に向けて祈り 『子守』子守（2011年7月、浅草公会堂）
- 第274回歌舞伎公演 『開幕驚奇復讐譚』九六媛の仙童女田鶴（2011年10月、国立劇場）
- 吉例顔見世大歌舞伎 『新皿屋舗月雨暈』茶屋娘おしげ、『外郎売』化粧坂少将、『京鹿子娘道成寺』所化喜観坊（2011年11月、新橋演舞場）
- 第241回 子供歌舞伎教室 『吉野山』静御前（2011年11月23日、新橋演舞場）[24]
- 吉例顔見世興行東西合同大歌舞伎 『元禄忠臣蔵』伴得介、『六歌仙容彩』静念坊（2011年12月、南座）
- 坂東玉三郎初春特別公演 『妹背山婦女庭訓』入鹿妹橘姫（2012年1月、ル テアトル銀座）
- 二月花形歌舞伎 『女伊達』男伊達中之島鳴平、『雪暮夜入谷畦道』新造千代鶴、『青砥稿花紅彩画』小山息女千寿姫（2012年2月、御園座）
- 三月大歌舞伎 『小さん金五郎』千草屋娘お崎（2012年3月、新橋演舞場）
- 四月花形歌舞伎 『仮名手本忠臣蔵』「四段目」大星力弥（2012年4月、新橋演舞場）
- 團菊祭五月大歌舞伎 『身替座禅』侍女小枝（2012年5月、松竹座）
- 第9回大手町座 『雨の五郎』素踊り・立方、『棒しばり』太郎冠者（2012年5月29日、日経ホール）
- 平成二十四年度（社）全国公立文化施設協会主催東コース 松竹大歌舞伎『義経千本桜』「鳥居前」源義経・静御前、「川連法眼館」源義経・静御前（2012年7月、巡業）
- 第10回亀治郎の会 『連獅子』狂言師左近のちに子獅子の精（2012年8月、国立劇場）
- 小平市制施行50周年記念特別舞踊公演 『春興鏡獅子』胡蝶の精（2012年9月22・23日、ルネこだいら大ホール）
- 六代目中村勘九郎襲名披露 第48回吉例顔見世 『鬼一法眼三略巻』腰元白菊（2012年10月、御園座）
- 吉例顔見世大歌舞伎 『人情噺文七元結』長兵衛娘お久、『一谷嫩軍記』伊勢三郎（2012年11月、新橋演舞場）
- 第242回 子供歌舞伎教室 『連獅子』狂言師左近のちに子獅子の精（2012年11月23日、歌舞伎座）[25]
- 十二月大歌舞伎 『御摂勧進帳』「暫」村雨姫・「芋洗い勧進帳」三河五郎兼房、『籠釣瓶花街酔醒』兵庫屋初菊、『奴道成寺』青龍坊（2012年12月、新橋演舞場）
- 初春歌舞伎公演 『夢市男達競』三浦屋新造八重垣（2013年1月、国立劇場）
- 第12回大手町座 『連獅子』狂言師左近のちに子獅子の精（2013年2月14日、日経ホール）
- 三月花形歌舞伎 『妹背山婦女庭訓』入鹿妹橘姫（2013年3月、新橋演舞場）
- 歌舞伎座新開場 柿葺落四月大歌舞伎 『壽祝歌舞伎華彩』宮中の女（2013年4月、歌舞伎座）
- 歌舞伎座新開場 柿葺落五月大歌舞伎 『京鹿子娘二人道成寺』所化阿観坊（2013年5月、歌舞伎座）
- 歌舞伎座新開場 柿葺落六月大歌舞伎 『喜撰』所化楽念坊、『土蜘蛛』坂田主馬之丞公時、『助六由縁江戸桜』傾城胡蝶 （2013年6月、歌舞伎座）
- 七月花形歌舞伎 『加賀見山再岩藤』花園姫、『東海道四谷怪談』喜兵衛孫娘お梅（2013年7月、歌舞伎座）
- 親子で楽しむ歌舞伎 『棒しばり』太郎冠者（2013年8月2日 - 4日、日生劇場）
- 十月花形歌舞伎 『大坂純情伝』妹おかち、『夏祭浪花鑑』傾城琴浦（2013年10月、松竹座）
- 平成25年度松竹大歌舞伎 『新版歌祭文』「野崎村」油屋娘お染、『江島生島』中臈江島・江島に似た海女（2013年11月、巡業）
- 十二月大歌舞伎 『仮名手本忠臣蔵』「四段目」大星力弥（2013年12月、歌舞伎座）
- 初春歌舞伎公演 『三千両新春駒曳』張噲妹玉泉女・真柴家奉行職前田玄太左衛門・前田玄太左衛門（2014年1月、国立劇場）
- 二月花形歌舞伎 『青砥稿花紅彩画』浜松屋倅宗之助（2014年2月、歌舞伎座）
- 鳳凰祭三月大歌舞伎 『身替座禅』侍女小枝（2014年3月、歌舞伎座）
- 市川海老蔵特別公演 『源氏物語』夕顔（2014年4月、南座）
- 團菊祭五月大歌舞伎 『新皿屋舗月雨暈』「魚屋宗五郎」茶屋娘おしげ、『極付幡随長兵衛』閻魔太助、「春興鏡獅子」後見 （2014年5月、歌舞伎座）
- 六月大歌舞伎 『春霞歌舞伎草子』女歌舞伎阿梅（2014年6月、歌舞伎座）
- 七月大歌舞伎 『夏祭浪花鑑』傾城琴浦、『天守物語』岩代国猪苗代亀ヶ城亀姫（2014年7月、歌舞伎座）
- 錦秋名古屋顔見世 『人情噺文七元結』長兵衛娘お久、『伊勢音頭恋寝刃』油屋お岸（2014年10月、日本特殊陶業市民会館）
- 市川猿之助連続奮闘公演十一月花形歌舞伎 『夏姿女團七』琴浦ことおはつ、『四天王楓江戸粧』良門妹七綾姫・質屋娘お七実は良門妹七綾姫・渡辺源次綱・碓井靱負之丞定光（2014年11月、明治座）
- 十二月大歌舞伎『源平布引滝』待宵姫、『雷神不動北山櫻』泰秀太郎（2014年12月、歌舞伎座）
- 初春歌舞伎公演 『南総里見八犬伝』里見家息女伏姫（2015年1月、国立劇場）
- 六本木歌舞伎 『地球投五郎宇宙荒事』高窓太夫実は鶴姫（2015年2月、EX THEATER ROPPONGI）
- 三月花形歌舞伎 『流星』織女、『弁天娘女男白浪』赤星十三郎、『闇梅百物語』小姓白梅・雪女郎・赤松家息女音羽姫（2015年3月、南座）
- 第13回四国こんぴら歌舞伎大芝居　『伊勢音頭恋寝刃』油屋お岸、『曽我綉俠御所染』「御所五郎蔵」傾城逢州（2015年4月、金丸座）
- 團菊祭五月大歌舞伎 『摂州合邦辻』息女浅香姫、『蛇柳』高野山の学僧誓願坊、『神明恵和合取組』新銭座吉蔵（2015年5月、歌舞伎座）
- 六月花形歌舞伎 『湧昇水鯉滝』釣家息女小桜姫（2015年6月、松竹座）
- 歌舞伎鑑賞教室 『義経千本桜』「渡海屋・大物浦」入江丹蔵（2015年7月、国立劇場）
- 第42回NHK古典芸能鑑賞会 『身替座禅』侍女お近（2015年10月28日、NHKホール）
- 芸術祭十月大歌舞伎 『音羽嶽だんまり』鬼童丸、『人情噺文七元結』長兵衛娘お久（2015年10月、歌舞伎座）
- 平成27年度松竹大歌舞伎 『魚屋宗五郎』磯部召使おなぎ（2015年11月、巡業）
- 初春歌舞伎 『小春穏沖津白浪]』三浦屋傾城花月（2016年1月、国立劇場）
- スーパー歌舞伎Ⅱ 『ワンピース』サディちゃん・マルコ（2016年3月、松竹座・2016年4月、博多座）
- 團菊祭五月大歌舞伎 寺嶋和史初お目見得 『勢獅子音羽花籠』芸者お近、『三人吉三巴白浪』夜鷹おとせ、『男女道成寺』所化市念坊（2016年5月、歌舞伎座）
- 五代目中村雀右衛門襲名披露六月博多大歌舞伎 『毛抜』秦秀太郎、『身替座禅』侍女千枝 （2016年6月、博多座）
- 七月花形歌舞伎 『柳影澤蛍火』おさめ・おさめの方、『流星』織姫、『鎌髭』鍛冶屋下女お梅実は梶原妹白梅 (2016年7月、歌舞伎座)
- 八代目中村芝翫襲名披露十月大歌舞伎 『女暫』義高許嫁紅梅姫 、『外郎売』小林妹舞鶴、『熊谷陣屋』片岡八郎（2016年10月、歌舞伎座）
- 八代目中村芝翫襲名披露十一月大歌舞伎 『祝勢揃壽連獅子』萬年坊、『加賀鳶』加賀鳶磐石石松、『近江源氏先陣館』時政の四天王（2016年11月、歌舞伎座）
- 第246回 子供歌舞伎教室 『流星』彦星（2016年11月23日、歌舞伎座）[26]
- 初春歌舞伎公演 『しらぬい譚』傾城綾機・足利狛姫・多田岳の山猫の精（2017年1月、国立劇場）
- 二月花形歌舞伎 『義経千本桜』「渡海屋・大物浦」入江丹蔵、『祇園祭礼信仰記』大膳弟松永鬼藤太、『連獅子』狂言師左近後に仔獅子の精（2017年2月、松竹座）[27]
- 三月大歌舞伎 『神楽諷雲井曲毬』子守お春、『助六由縁江戸桜』傾城船橋（2017年3月、歌舞伎座）
- 四月大歌舞伎 『醍醐の花見』三条殿、『奴道成寺』所化（2017年4月、歌舞伎座）
- 團菊祭五月大歌舞伎 『梶原平三誉石切』梢、『伽羅先代萩』松島（2017年5月、国立劇場）
- 歌舞伎鑑賞教室 『毛抜』小野春風（2017年6月、国立劇場）
- 歌舞伎鑑賞教室 『鬼一法眼三略巻』鬼次郎女房お京（2017年7月、国立劇場）
- スーパー歌舞伎Ⅱ（セカンド） 『ワンピース』サディちゃん・マルコ（2017年10月6日 - 10月9日、新橋演舞場）[28]
  - スーパー歌舞伎Ⅱ（セカンド）『ワンピース』ルフィ・ハンコック （2017年10月10日 - 、新橋演舞場）[29]
- スーパー歌舞伎Ⅱ(セカンド) 『ワンピース』 特別マチネ「麦わらの挑戦」ルフィ・ハンコック（2017年10月8、11、14、22、25、28日 - 11月3、6、9、12、15、20、23日、新橋演舞場）
- 初春歌舞伎公演『通し狂言 世界花小栗判官』照手姫（2018年1月、国立劇場　大劇場）
- スーパー歌舞伎Ⅱ（セカンド）『ワンピース』ルフィ・ハンコック （2018年4月1日〜25日、大阪松竹座）
- 『市川蔦之助 自主公演 蔦之会』（2018年8月16日、日本橋公会堂）
- 第二十回記念公演『上方花舞台』（2018年9月20日〜21日、日本橋国立文楽劇場）
- 歌舞伎座百三十年 吉例顔見世大歌舞伎『お江戸みやげ』お紺、『隅田川続俤(法界坊)』おくみ（2018年11月、歌舞伎座）
- 初春歌舞伎公演『通し狂言 姫路城音菊礎石』傾城尾上（2019年1月、国立劇場　大劇場）
- 團菊祭五月大歌舞伎『寿曽我対面』大磯の虎『神明恵和合取組』御成門の鶴吉『絵本牛若丸』寝鳥京七『京鹿子娘道成寺』所化『曽我綉俠御所染』傾城逢州（2019年5月、歌舞伎座）
- 六月博多座大歌舞伎『野晒悟助』お賤『八重桐廓噺』沢瀉姫『土蜘』侍女胡蝶（2019年6月、博多座）
- 芸術祭十月大歌舞伎『蜘蛛絲梓弦』坂田金時『江戸育お祭佐七』娘お種（2019年10月、歌舞伎座）
- 新作歌舞伎『風の谷のナウシカ』アスベル、オーマの精、口上（2019年12月、新橋演舞場）
- 初春歌舞伎公演『菊一座令和仇討』権三妹八重梅（2020年1月、国立劇場 大劇場）
- 吉例顔見世大歌舞伎『身替座禅』侍女小枝（2020年11月、歌舞伎座）
- 三月花形歌舞伎『義経千本桜』『川連法眼館』『吉野山』Aプロ 佐藤忠信実は源九郎狐 Bプロ奇数日 源義経（2021年3月、南座）
- 五月大歌舞伎『三人吉三巴白浪』お嬢吉三（2021年5月、歌舞伎座）
- 新作歌舞伎 『刀剣乱舞 月刀剣縁桐』足利義輝、小狐丸 （2023年7月、新橋演舞場）[30][31]

### 研の會
- 第一回研の會 『義経千本桜』「吉野山」佐藤四郎兵衛忠信実は源九郎狐、『春興鏡獅子』小姓弥生・獅子の精（2015年8月22・23日、国立劇場・小劇場）[32][33]
- 第二回研の會 『仮名手本忠臣蔵』「五・六段目」早野勘平、『舟弁慶』静御前・平知盛の霊（2016年8月、国立劇場・小劇場）[34][35][36]
- 第三回研の會 『神霊矢口渡』娘お舟、『羽根の禿』禿梅野、『供奴』奴菊平（2017年8月、国立劇場・小劇場）[37][38][39][40]
- 第四回研の會 『恋飛脚大和往来～封印切～』亀屋忠兵衛、『二人椀久』椀屋久兵衛（2018年8月26・27日、国立劇場・小劇場）[41]
- 第五回研の會 『弁天娘女男白浪』弁天小僧菊之助、『猿翁十種の内　酔奴』（2019年8月28・29日、京都芸術劇場・春秋座  2019年9月1日・2日、国立劇場・小劇場)[42]
- 研の會 Christmas Party 『藤娘』『隠 ～ONU～（おぬ）』（2020年12月24・25日、セルリアンタワー能楽堂）[43]
- 第六回研の會 『色彩間苅豆 かさね』かさね、与右衛門、『実盛物語』斎藤実盛（2022年8月22日・23日、国立劇場小劇場）

### その他
- 「第34回俳優祭」『阿波踊』男連（2007年5月26日、歌舞伎座）[44]
- 「第35回俳優祭」『狸八島』、『おまつり』（2009年4月27日、歌舞伎座）[45]
- TEPCO1万人コンサート『世界劇「黄金の刻」』厨子王（2010年2月27日、武道館）
- APEC歓迎レセプション 『雨の五郎』（2010年9月22日、奈良ロイヤルホテル）
- 「第37回俳優祭」『素踊 楠公』武士（2014年3月27日、歌舞伎座）[46]
- 八月喜劇夏祭 『紺屋恋の道中みやげ』、『はなのお六』側用人田辺右近（2014年8月、南座）
- 日本フィル&サントリーホールとっておきアフタヌーンvol.2 ストラヴィンスキー 『春の祭典』（2015年9月8日、サントリーホール）[47][48][49]
- 日本フィル&サントリーホール「とっておきアフタヌーン」Vol.5 レスピーギ交響詩 『ローマの松』（2016年8月24日、サントリーホール）[50][51]
- 二世藤間勘祖二十七回忌追善 宗家藤間流「藤間会」 『白蛇盗仙草』蚊、『経正』、『蛇柳』（2016年9月26・27日、歌舞伎座）[52]
- 「伝統芸能の夕べ 特別公演」 『二人椀久』松山太夫、『連獅子』僧蓮念（2016年11月30日、高知市文化プラザかるぽーと）[53]
- 「第38回俳優祭」『石橋』仔獅子、チラシ挿絵[54]（2017年3月28日、歌舞伎座）[55]
- 「第一回 杉信の会」『船弁慶』平知盛の霊（2017年8月18日、セルリアンタワー能楽堂）[56]
- 「ラヴ・レターズ～青井陽治追悼公演～」(2017年12月17日、EXシアター六本木）[57]
- 「延寿會」（2018年2月26日、歌舞伎座）
- 「ウォーター・バイ・ザ・スプーンフル～スプーン一杯の水、それは一歩を踏み出すための人生のレシピ～」（2018年7月6日〜2018年7月22日、紀伊国屋サザンシアターTAKASHIMAYA 他地方公演あり）[58]
- 「第一回 古典芸能を未来へ～至高の芸と継承者～ 尾上流」『松の調』（2018年8月29日、国立劇場　大劇場）
- 「第六回 谷口裕和の会」（2018年9月15日、観世能楽堂）
- 「逸青会 10周年記念特別公演」東京公演（2018年10月28日17時、セルリアンタワー能楽堂）
- 「ソニックシティ オープン30周年記念」『INNOVATION OPERA　ストゥーパ　～新卒塔婆小町～』（2018年12月1日、大宮ソニックシティ）[59]
- 「平家物語」の世界 ～日本人の心をうつす古典芸能～ 『長唄 静と知盛』（2019年1月17日、世田谷パブリックシアター）
- 第十三回ごふく美馬伝統芸能の夕べ「尾上右近 第一回高知公演」（2019年9月、高知市文化プラザかるぽーと大ホール）
- 清元斎寿自主公演 第十回 清道會「三社祭」 （2019年10月、浅草公会堂）
- 「ラヴ・レターズ 2019 Autumn Special 」（2019年10月、新国立劇場 小劇場）
- 中村芝のぶ、市川笑野 自主公演「第二回 梅笑會」 （2020年1月、浅草公会堂）
- 舞台「この声をきみに～もう一つの物語～」(2020年3月6日 - 8日、サンケイホールブリーゼ/3月12日 - 22日、俳優座劇場 公演中止→円盤収録)
- 「中村壱太郎×尾上右近 ART 歌舞伎」（2020年7月、Streaming+・ローチケ powered by Zaikoにて配信）
- ミュージカル『ジャージー・ボーイズ イン コンサート』（2020年7月18日 - 8月5日、帝国劇場 ） - トミー・デヴィート 役
- 『Brand New Musical Concert 2020』(2020年11月29日、東京オペラシティ コンサートホール)
- 『Brand New Musical Concert 2021～extra edition～』(2021年2月14日、愛知県芸術劇場　コンサートホール／2月20日、神戸国際会館こくさいホール）
- ミュージカル『衛生』〜リズム＆バキューム〜（2021年7月9日 - 25日、TBS赤坂ACTシアター／7月30日 - 8月1日、オリックス劇場／8月9日 - 11日、久留米シティプラザ）
- パルコ・プロデュース2024 PARCO 劇場スペシャル版『カタシロ〜Relive vol.1〜』（2024年12月20日 - 28日、PARCO劇場） - 患者 役[60]
- J-CULTURE FEST presents 詩楽劇『八雲立つ』（2025年12月29日 - 31日〈予定〉、東京国際フォーラム ホールB7） - 主演・スサノオ 役[61]

### 映画
- 燃えよ剣 （2021年10月15日公開、東宝・アスミックエース）- 松平容保 役[62]
- ヘルドッグス（2022年9月16日公開、東映 / ソニー・ピクチャーズ エンタテインメント）[63]
- わたしの幸せな結婚（2023年3月17日公開、東宝）- 枢木忠則 役[64]
- 身代わり忠臣蔵（2024年2月9日公開、東映） - 浅野内匠頭 役[65]
- 八犬伝（2024年10月25日公開、キノフィルムズ） - 三代目 尾上菊五郎 役[66]
- 十一人の賊軍（2024年11月1日公開、東映） - 赤丹 役[67]
- 盤上の向日葵（2025年10月31日公開予定、ソニー・ピクチャーズ エンタテインメント / 松竹） - 壬生芳樹 役[68]

### テレビドラマ
- 少年寅次郎 第3話（2019年11月2日、NHK総合） - 千吉 役[69]
- 大河ドラマ 青天を衝け（2021年、NHK） - 孝明天皇 役[70]
- NICE FLIGHT!（2022年7月22日 - 9月9日、テレビ朝日） - 酒木ジェームス 役[71]

### 吹き替え
- ライオン・キング:ムファサ（2024年12月20日公開、ディズニー） - ムファサ 役[72]

### テレビ番組
- 知られざる物語　京都1200年の旅（2014年5月 - 、BS朝日）
- 人生を変える7日旅（2015年10月、BS朝日）
- 尾上松也の古地図で謎解き!にっぽん探究（2015年11月 - 、BS11）[73][74]
- 福家堂本舗（2016年10月 - 、Amazonプライム・ビデオ）
- プレバト!!3時間スペシャル（2017年1月・6月、毎日放送）
- 熱演!競演!歌舞伎のにぎわい〜第38回 俳優祭〜（2017年4月、NHK　Eテレ） - ナレーション
- 開運!なんでも鑑定団（2017年5月、テレビ東京）
- にっぽんの芸能 （2017年7月 - 、NHK　Eテレ）
- ごごナマ おしゃべり日和 （2017年9月11日、NHK）
- プレミアの巣窟 （2017年9月18日、フジテレビ）
- ウチくる!?（2017年10月1日、フジテレビ）
- くりぃむクイズ ミラクル9 （2017年10月11日、テレビ朝日)
- 邦楽ジョッキー（2017年11月17日、NHK）
- 梅沢富美男のズバッと聞きます！2（2017年12月1日、フジテレビ）
- ダウンタウンDX2時間SP（2018年1月11日、読売テレビ）
- 徹子の部屋（2018年2月14日、テレビ朝日）
- 土曜スペシャル「いい旅・夢気分スペシャル 春薫る!絆と感動の絶景めぐり」（2018年3月17日、テレビ東京）
- 上沼恵美子のおしゃべりクッキング（2018年５月14日〜18日、朝日放送）
- スマイルすきっぷ（2018年6月22日、TBS）
- 白の美術館（2018年8月8日・15日、テレビ朝日)
- 白の美術館（2018年9月3日、BS朝日）
- 心の絆!三世代家族スペシャル2018　じいじとばあばとパパとママ（2018年9月22 - 23日、BS日テレ）
- ごぶごぶ（2018年9月25日、毎日放送）
- 新春眼福!花盛り 〜古典男子によるニッポン芸能いまのカタチ〜（2019年1月1日、NHK Eテレ）
- 櫻井・有吉 THE夜会（2019年6月13日、TBS）
- 人生が変わる1分間の深イイ話（2019年8月5日、日本テレビ)
- 男と女の幸せってなんだ?（2019年10月8日、関西テレビ）
- タモリ倶楽部（2019年11月1日・8日、テレビ朝日）
- あいつ今何してる?（2019年11月20日、テレビ朝日）
- バゲット（2019年12月4日、日本テレビ）
- 潜在能力テスト（2019年12月24日、フジテレビ）
- よ〜いドン!（2020年2月4日、関西テレビ）
- 今夜はナゾトレ（2020年2月4日、フジテレビ）
- アウト×デラックス（2020年2月6日、フジテレビ）
- アッコにおまかせ（2020年2月23日、TBS）
- 踊る!さんま御殿!!（2020年3月3日、日本テレビ）
- 有吉と採点したがる女たち（2020年3月24日、TBS）
- グータンヌーボ2（2020年4月28日、関西テレビ）
- 出没!アド街ック天国（2020年6月6日、テレビ東京）
- 痛快TV スカッとジャパン（2020年6月8日、フジテレビ）
- IPPONグランプリ（2020年6月13日、フジテレビ）
- 有吉ゼミ（2020年6月22日、日本テレビ）
- 今夜はナゾトレ（2020年6月23日、フジテレビ）
- ダウンタウンなう（2020年6月26日、フジテレビ）
- 行列のできる法律相談所（2020年7月19日、日本テレビ)
- ネプリーグ (2020年10月12日、2021/02/15フジテレビ) 若手歌舞伎役者チームとしてA.B.C-Zチームと対戦、2回目はYouTuber フィッシャーズと対戦
- めざまし8（2021年3月29日 - 2022年3月9日、フジテレビ） - 月曜スペシャルキャスター[20]
- クラシック音楽館（2021年4月18日、NHK Eテレ）「ストラヴィンスキーとはなにものか～尾上右近が見た先鋭の作曲家」- MC
- ぽかぽか（2023年1月31日、フジテレビ）
- なるみ・岡村の過ぎるTV（2023年2月27日、朝日放送）

### ラジオ
- KABUKI TUNE（2018年4月 - 、NHK-FM)パーソナリティー

## 書籍

### 著作
- 岡﨑香 編『尾上右近アーティスト対談集 右近vs8人』パルコエンタテインメント事業部、2023年5月。ISBN 978-4-86506-417-9。
- 『尾上右近華麗なる花道　Love Curry and Rice』主婦の友社、2024年4月。ISBN 978-4-07-454563-6。

### 声の出演
- 『茶壺』中村壱太郎文、小川かなこ絵、尾上右近声、くもん出版〈見て聞いてまねして楽しむ歌舞伎絵本〉、2022年11月。ISBN 978-4-7743-3282-6。